# Communauté de communes du Val-de-Moine
La communauté de communes du Val-de-Moine  est une ancienne communauté de communes française située dans le département de Maine-et-Loire et la région Pays de la Loire.
Elle a fusionné avec la communauté de communes de Sèvre et Moine au 1er janvier 2007, pour donner naissance à la communauté de communes de Moine et Sèvre, depuis laquelle a été formée le 15 décembre 2015 la commune nouvelle de Sèvremoine.

## Composition
La communauté de communes du Val-de-Moine regroupait quatre communes :
- Saint-Germain-sur-Moine,
- Montfaucon-Montigné,
- Saint-Crespin-sur-Moine,
- Tillières.

## Géographie
Elle se situe dans la région des Mauges

## Historique
La communauté de communes du Val-de-Moine est créée en 1994, par arrêté préfectoral du 23 décembre 1993. En 2005 elle modifie ses statuts pour y ajouter des compétences en matière de protection et mise en valeur de l’environnement et dans le domaine de la culture.
La communauté de communes de Sèvre et Moine fusionne avec la communauté de communes du Val-de-Moine au 1er janvier 2007 pour donner naissance à la communauté de communes de Moine-et-Sèvre (C.C.M.S.).

## Politique et administration

### Présidence
| Période                                  | Période | Identité                | Étiquette | Qualité                      |
| ---------------------------------------- | ------- | ----------------------- | --------- | ---------------------------- |
| 2001                                     | 2007    | François-Michel Soulard | UMP       | Maire de Montfaucon-Montigné |
| Les données manquantes sont à compléter. |         |                         |           |                              |